# Dusicyon
Dusicyon je vyhynulý rod jihoamerických psovitých šelem. Ustaven byl v roce 1914 Oldfieldem Thomasem. Tehdy zahroval ještě lišku patagonskou (dnes známa jako pes horský, Lycalopex culpaeus) a další druhy jihoamerických lišek, ty však byly roku 1975 Alfredem Langguthem vyčleněny do rodu Lycalopex.
Rod zahrnuje dva druhy, psa bojovného (Dusicyon australis) a psa Dusicyon avus. Ten žil v pozdním pleistocénu od Uruguaye po nejjižnější části Chile a je nejbližším známým příbuzným psa bojovného; jejich linie se oddělily asi před 16 tisíci lety. Dusicyon avus vymřel v pozdním holocénu, asi před 3000 let na souostroví Ohňová země a před 1700 lety i na kontinentu. Pes bojovný vyhynul v roce 1876.
Krom těchto dvou druhů je do tohoto rodu někdy též řazen Dusicyon cultridens, který žil v oblasti Argentiny asi před 2,7 milióny let, tedy ještě před druhem Dusicyon avus. Toto zařazení je ale sporné, podle jiných názorů by měl spíše patřit do rodů Canis nebo Lycalopex.
Podle studie z roku 2024 navazoval druh Dusicyon avus úzké kontakty s lovci a sběrači žijícími v oblasti.

## Seznam druhů
- Pes bojovný (Dusicyon australis) †
- Dusicyon avus †
- Dusicyon cultridens † – sporné zařazení